# Municipio de Cuivre (condado de Audrain)
El municipio de Cuivre (en inglés: Cuivre Township) es un municipio ubicado en el condado de Audrain en el estado estadounidense de Misuri. En el año 2010 tenía una población de 5125 habitantes y una densidad poblacional de 17,58 personas por km².

## Geografía
El municipio de Cuivre se encuentra ubicado en las coordenadas 39°14′14″N 91°30′50″O / 39.23722, -91.51389. Según la Oficina del Censo de los Estados Unidos, el municipio tiene una superficie total de 291.54 km², de la cual 289.7 km² corresponden a tierra firme y (0.63%) 1.84 km² es agua.

## Demografía
Según el censo de 2010, había 5125 personas residiendo en el municipio de Cuivre. La densidad de población era de 17,58 hab./km². De los 5125 habitantes, el municipio de Cuivre estaba compuesto por el 84.9% blancos, el 12.29% eran afroamericanos, el 0.37% eran amerindios, el 0.27% eran asiáticos, el 0.02% eran isleños del Pacífico, el 0.25% eran de otras razas y el 1.89% pertenecían a dos o más razas. Del total de la población el 1.44% eran hispanos o latinos de cualquier raza.